# Luddsjöpung
Luddsjöpung (Molgula manhattensis) är en sjöpungsart som först beskrevs av James Ellsworth De Kay 1843.  Luddsjöpung ingår i släktet Molgula och familjen kulsjöpungar. Arten är reproducerande i Sverige. Inga underarter finns listade i Catalogue of Life.